# Gnomónica
Gnomónica se denomina a la ciencia encargada de elaborar teorías y reunir conocimiento sobre la división del arco diurno o trayectoria del Sol sobre el horizonte, mediante el empleo de proyecciones específicas sobre superficies. Esta ciencia es muy útil para el diseño y la construcción de los relojes de sol, así como en cartografía (proyección gnomónica).
Hubo un momento en la historia de la relojería en el que los relojes de sol tenían gran relevancia debido a que eran los únicos instrumentos capaces de dar la hora con precisión suficiente como para regular la vida cotidiana de los hombres. Por esta razón, la gnomónica se consideraba una ciencia con aporte de valor a las costumbres de la sociedad.
Poco a poco en el siglo XVII los relojes mecánicos fueron indicando con sus mejoramientos que la capacidad de los mismos ya era suficiente como para hacer el relevo a los relojes de sol. De esta forma se lograban mayores autonomías (del orden de días) y mayores precisiones (del orden de segundos). Es por esta razón por la que la ciencia de los relojes de sol (gnomónica) fue decayendo poco a poco.

## Etimología
La palabra gnomónica proviene del griego «gnonmos» (‘conocimiento’ e ‘indagación’). Es muy posible que la palabra haya tenido como origen la complicación (conocimiento científico) para ubicar la varilla de los relojes de sol. Pero no ha sido igual el nombre de esta ciencia, ya que en el siglo V aparece el término «sciotereo» que significa ‘observo la sombra’, aunque Clemente de Alejandría en el siglo II llega a denominar la gnomónica como «sciografia» en sus escritos. Existen posteriormente algunas denominaciones curiosas, tales como «horografía» (‘escritura de relojes’) y «fotosciatérica» (‘escritura de luz’).

## Historia

### Historia de la proyección en cartografía
La gnomónica ha estado siempre unida, por un lado, al concepto de medida del tiempo y, por otro, a la idea de aplicación cartográfica de representación en mapas terrestres, aunque se supone que el primero en emplear este tipo de proyección fue el físico griego Tales de Mileto para construir mapas estelares.
Algunos mapas terrestres del año 1803 utilizaban esta proyección sobre los seis planos tangentes a una esfera (que forman un cubo). Se usó sobre todo en los siglos XVI y a mediados del siglo XX en la proyección de la superficie terrestre sobre las caras de diferentes poliedros.

### Historia de la gnomónica en el diseño de relojes solares
El autor griego que antes empezó a denominar, y tal vez sea el más importante, fue Heródoto de Halicarnaso (484-426 a. C.), que hace una pequeña reseña en su Historia (2, 109, 3) de los conocimientos griegos del tiempo, diciendo que: adquirieron la división del día en doce partes de los babilonios. Por lo tanto,  el sistema horario de los griegos era temporario: con ello se quiere decir que la hora se entendía como la doceava parte del arco diurno recorrido por el Sol, pero como tal arco varía a lo largo del año, la hora también varía. Por esta razón, a este sistema se le denomina también de horas desiguales.
Los romanos, a su vez, heredaron este sistema de división del día de los griegos. Plinio el Viejo (ca. 100-59 a. C.) en su Historia Natural (Libro XXXVI, Capítulo XIV) relata la historia del reloj que el emperador Augusto hizo construir en el Campo de Marte, aprovechando un obelisco.
En los siglos XVIII y XIX se fue abandonando paulatinamente esta proyección como predominante en la elaboración de relojes solares y se pasó a emplear otras proyecciones, tales como azimutal, ortográfica, Lambert, etc., dando lugar a relojes solares más elaborados y con nuevos diseños más sugerentes.

## La gnomónica en los últimos siglos
Tras el decaimiento de la gnomónica debido a la exitosa evolución de la relojería mecánica en el siglo XVII, se puede decir que se llegó a olvidar por completo hasta que a finales del siglo XVIII y comienzos del XIX se descubrieran los hallazgos arqueológicos del Etna y aparecieran tantos relojes de sol que se empezara a despertar la curiosidad de los científicos.
Es muy natural que la evolución de la gnomónica haya ido decayendo poco a poco hasta lo que es hoy en día: una simple afición, cubierta por una cantidad de asociaciones culturales repartidas por todo el mundo; en Europa existen asociaciones en Holanda, Alemania, Francia, Italia, España, etc.
En países como Japón hay un nutrido grupo encargado de divulgar la ciencia de los relojes de sol, en EE. UU. hay varias asociaciones.
El aficionado o diseñador de relojes de sol es conocido como gnomonista.